# Archeologia wojskowa (czasopismo)
Archeologia wojskowa – czasopismo o tematyce militarnej wydawane w Warszawie w latach 1992–1996.
Czasopismo wydawane było z inicjatywy i nakładem Bogusława („Bogdana”) Perzyka, kolekcjonera i znawcę militariów, pełniącego funkcję redaktora naczelnego. Zastępcą redaktora był Mariusz Komacki. Oficjalnym wydawcą była spółka cywilna „Me-Gi”, założona przez B. Perzyka.
Wydano 6 numerów czasopisma początkowo jako dwumiesięcznik, później nieregularnik. 
„Archeologia wojskowa” była pierwszym na polskim rynku czasopismem zajmującym się militariami od strony kolekcjonerskiej. Reprezentowała bardzo wysoki poziom merytoryczny artykułów, wspartych bogatą szatą graficzną. Tematyka artykułów była szeroka – umundurowanie, sprzęt i oporządzenie wojskowe, broń palna i biała, amunicja,  odznaki, odznaczenia, sztandary, insygnia, pojazdy wojskowe, środki łączności, wyposażenie kasyn wojskowych, architektura militarna. Czasopismo zajmowało się zasadniczo militariami od k. XIX w. do współczesności, ze szczególnym uwzględnieniem I i II wojny światowej, choć sporadycznie pojawiały się artykuły wykraczające poza te ramy czasowe.
Czasopismo przestało się ukazywać głównie z powodów finansowych.